# Pauli-Lubanski-Pseudovektor
Der Pauli-Lubanski-Pseudovektor {\displaystyle W^{\mu }} ist nach Wolfgang Pauli und Józef Lubański benannt. Er tritt in der speziellen Relativitätstheorie und der zugehörigen Quantentheorie auf. Sein Quadrat ist bei massiven Teilchen das (negative) Quadrat ihres Spins
mal dem Quadrat ihrer Masse. Bei masselosen Teilchen ist er dem Viererimpuls proportional, wobei die die Helizität des Teilchens der Proportionalitätsfaktor ist.
Der Pauli-Lubanski-Pseudovektor ist definiert als
{\displaystyle W^{\mu }={\frac {1}{2}}\varepsilon ^{\mu \nu \rho \sigma }P_{\nu }M_{\rho \sigma }\ ,}
wobei
- {\displaystyle \varepsilon } das Levi-Civita-Symbol,
- {\displaystyle P} den Impulsoperator und
- {\displaystyle M} den Drehimpulstensor bezeichnen.

Die Komponenten des Pauli-Lubanski-Pseudovektors können auch als
{\displaystyle W^{0}={\vec {P}}\cdot {\vec {J}}\ ,\ {\vec {W}}=P^{0}{\vec {J}}-{\vec {P}}\times {\vec {N}}\ ,}
geschrieben werden, wobei {\displaystyle {\vec {J}}} der Drehimpulsoperator und {\displaystyle N_{k}=-M_{0k}} ist.

## Eigenschaften
Weil das Levi-Civita-Symbol total antisymmetrisch ist, ist der Pauli-Lubanski-Pseudovektor senkrecht auf dem Viererimpuls
{\displaystyle P_{\mu }W^{\mu }=0}
und vertauscht mit ihm 
{\displaystyle [P^{\mu },W^{\nu }]=0}.
Mit dem Drehimpulstensor hat der Pauli-Lubanski-Pseudovektor die Kommutatorrelation
{\displaystyle [M^{\mu \nu },W^{\rho }]=-\mathrm {i} \left(g^{\mu \rho }W^{\nu }-g^{\nu \rho }W^{\mu }\right)},
wobei {\displaystyle g} der metrische Tensor ist, und mit sich selbst
{\displaystyle [W^{\mu },W^{\nu }]=-\mathrm {i} \varepsilon ^{\mu \nu \rho \sigma }W_{\rho }P_{\sigma }}.
Daher vertauscht das Quadrat des Pauli-Lubanski-Pseudovektors {\displaystyle W^{2}=W^{\mu }W_{\mu }} mit allen Erzeugenden {\displaystyle P^{\mu }} und {\displaystyle M^{\mu \nu }} der Poincaré-Gruppe. Also ist {\displaystyle W^{2}} ein Casimir-Operator der Algebra dieser Erzeugenden. Insbesondere sind alle Impulswellenfunktionen eines Teilchens {\displaystyle \Psi :p\mapsto \Psi (p)} Eigenfunktionen von {\displaystyle W^{2}} mit demselben
Eigenwert. Ebenso ist das Quadrat seines Impulses {\displaystyle P^{2}} ein Casimir-Operator. Die Eigenwerte von beiden bestimmen die Masse und den Spin des Teilchens, oder, wenn die Masse verschwindet, seine Helizität.

## Wirkung auf Einteilchen-Zustände

### Massive Teilchen
Für ein massives Teilchen mit Masse {\displaystyle m>0} gibt es Zustände, deren Impulswellenfunktion {\displaystyle \Psi } bei 
{\displaystyle {\underline {p}}={\bigl (}m,0,0,0{\bigr )}} nicht verschwinden. Dort gilt
{\displaystyle (W^{2}\Psi )({\underline {p}})=-m^{2}({\vec {J}}^{2}\Psi )({\underline {p}})=-m^{2}s(s+1)\Psi ({\underline {p}})\ ,}
wobei {\displaystyle s} der Spin des Teilchens ist.
Als Casimir-Operator wirkt {\displaystyle W^{2}}  auf jeder irreduziblen Darstellung der Poincaré-Gruppe nach dem Lemma von Schur als Vielfaches der {\displaystyle 1}.
Folglich gilt  {\displaystyle W^{2}\Psi =-m^{2}s(s+1)\Psi } nicht nur bei {\displaystyle {\underline {p}}}, sondern für alle Impulse {\displaystyle p} und für
jede Wellenfunktion des Teilchens.

### Masselose Teilchen
Für ein masseloses Teilchen mit {\displaystyle m=0} gibt es Zustände, deren Impulswellenfunktionen {\displaystyle \Psi } bei 
{\displaystyle {\underline {p}}={\bigl (}E,0,0,E{\bigr )}} nicht verschwinden. Dort gilt
{\displaystyle (W^{2}\Psi )({\underline {p}})=-E^{2}{\Bigl (}(J^{1}+N^{2})^{2}\Psi +(J^{2}-N^{1})^{2}\Psi {\Bigr )}({\underline {p}})}.
Der Casimir-Operator {\displaystyle W^{2}} ist also für alle Impulse {\displaystyle p} und für alle masselose Zustände nicht-positiv.
Allerdings enthalten masselose Darstellungen der Poincaré-Gruppe mit {\displaystyle W^{2}<0} unendlich viele Helizitäten {\displaystyle h}, 
{\displaystyle \{h\}=\mathbb {Z} \ } oder {\displaystyle \{h\}=\mathbb {Z} +1/2}. Solche Teilchen (irreduzible Darstellungen der Poincaré-Gruppe) sind nie beobachtet worden und ergäben eine unendliche Wärmekapazität jedes Hohlraums. Also ist auf physikalischen, masselosen Teilchen  {\displaystyle W^{2}=0},
so wie es im Grenzfall {\displaystyle m\rightarrow 0} massiver Teilchen bei festgehaltenem Spin gilt. Aus der expliziten Form der
Erzeugenden {\displaystyle M^{\mu \nu }} folgt für alle Wellenfunktionen
{\displaystyle W^{\mu }=hP^{\mu }}
zunächst bei {\displaystyle {\underline {p}}}. Wegen Lorentzinvarianz gilt dies aber ebenso bei jedem nicht verschwindenden Impuls {\displaystyle p} des Vorwärtslichtkegels. 
Der Faktor {\displaystyle h={\vec {P}}{\vec {J}}/|{\vec {P}}|} ist die Helizität des Teilchens.